# Jan Barcz
Jan Aleksander Barcz (ur. 19 lutego 1953 w Puławach) – polski profesor nauk prawnych, kierownik Katedry Prawa Międzynarodowego i Prawa UE w Kolegium Prawa Akademii Leona Koźmińskiego w Warszawie, dyplomata, w latach 1995–2000 ambasador Polski w Austrii.

## Życiorys

### Wykształcenie i kariera naukowa
Absolwent Wydziału Prawa i Administracji Uniwersytetu Marii Curie-Skłodowskiej w Lublinie (1975). Doktorat uzyskał w 1978 na Uniwersytecie Humboldtów w Berlinie, habilitację w 1987 w Instytucie Państwa i Prawa PAN. W 1993 r. otrzymał tytuł naukowy profesora.
Pracownik naukowy Wydziału Prawa i Administracji UMCS w Lublinie (1975–1979), następnie Instytutu Badania Prawa Sądowego w Warszawie (1979–1984) i Polskiego Instytutu Spraw Międzynarodowych (1984–1992).
W latach 1991–1992 i 2000–2004 wykładowca w Krajowej Szkole Administracji Publicznej. Od 2000 profesor w Szkoły Głównej Handlowej w Warszawie – kierownik Katedry Prawa Europejskiego. Od 2007 kierownik Katedry Prawa Międzynarodowego i Prawa UE w Kolegium Prawa Akademii Leona Koźmińskiego.
Członek komitetu redakcyjnego miesięcznika Państwo i Prawo.
W czerwcu 2022 został członkiem korespondentem Polskiej Akademii Umiejętności.

### Działalność publiczna
W latach 1989–2001 był w służbie dyplomatycznej RP. Członek polskiej delegacji na konferencję „2 + 4” oraz delegacji negocjującej traktaty polsko-niemieckie z lat 1990–1992.
Od 1992 r. radca i minister pełnomocny w Ambasadzie RP w Wiedniu, w latach 1995–2000 Ambasador RP w Wiedniu.
W latach 2000–2001 dyrektor Departamentu Unii Europejskiej MSZ, a następnie dyrektor Gabinetu Politycznego Ministra Spraw Zagranicznych.
Od 2015 wchodzi w skład rady programowej Polskiej Fundacji im. Roberta Schumana

## Odznaczenia
- Krzyż Wielki I Klasy Odznaki Honorowej za Zasługi dla Republiki Austrii (1999)[6]
- Krzyż Oficerski Orderu Odrodzenia Polski (2005)[7]

## Publikacje
Autor około dwudziestu monografii i ponad 150 artykułów naukowych.
Redaktor naukowy podręcznika Prawo Unii Europejskiej: t. I – Zagadnienia systemowe; t. II – Prawo materialne i polityki; t. III – Materiały do nauki prawa UE; t. IV – Casebook.